# 사카시타정 (기후현)
사카시타정(일본어: 坂下町)은 일본 기후현 에나군에 설치되었던 정이다. 2006년 2월 13일에 주변 6정촌과 함께 나카쓰가와시에 편입 합병하였다.,

## 역사
- 가마쿠라 시대 초기부터 전국 시대 말기까지 묘기 도야마 씨의 영지였다.
- 게이초 6년(1601년)의 「미노 이치쿠니 향첩」에는 사카시타 촌은 에나 군, 우에노 촌은 가모 군으로 기술되어 있다.
- 1889년 7월 1일 - 정촌제 시행으로 에나군 사키시타촌이 성립하였다.
- 1911년 1월 1일 - 정으로 승격해 사카시타정이 되었다.
- 2006년 2월 13일 - 주변 6정촌과 함께 나카쓰가와시에 편입하였다.

## 교통

### 철도
- 도카이 여객철도 주오 본선
- 사카시타 철도 1926년에 개통하였지만 1956년까지 존재한 철도노선이다.

### 도로
- 국도 제256호선

## 참고 문헌
- 角川日本地名大辞典編纂委員会,『角川日本地名大辞典 21 岐阜県』1980, 角川書店